# 卡氏碘泡虫
卡氏碘泡虫（学名：Myxobolus kawabatae）为碘泡科碘泡虫属的动物。分布于俄罗斯、日本以及辽宁、江苏、黑龙江等，营寄生生活，寄生在黄颡鱼的肾、鳃、肠、胆囊、膀胱、心、脾、肌肉、生殖腺。